# Mikvé de Strasbourg
Le mikvé de Strasbourg est un monument historique situé à Strasbourg (Bas-Rhin) dédié au bain rituel juif. 
Il est l'unique témoin architectural in situ de la communauté juive qui vivait à Strasbourg au Moyen Âge.

## Localisation
Le mikvé est situé dans la cave d'un édifice moderne au 20, rue des Charpentiers, dans le centre historique de Strasbourg à mi-chemin entre la cathédrale Notre-Dame de Strasbourg et le palais épiscopal de Strasbourg.

## Découverte
Le bain rituel fait l'objet d'une inscription au titre des monuments historiques depuis le 15 novembre 1985.

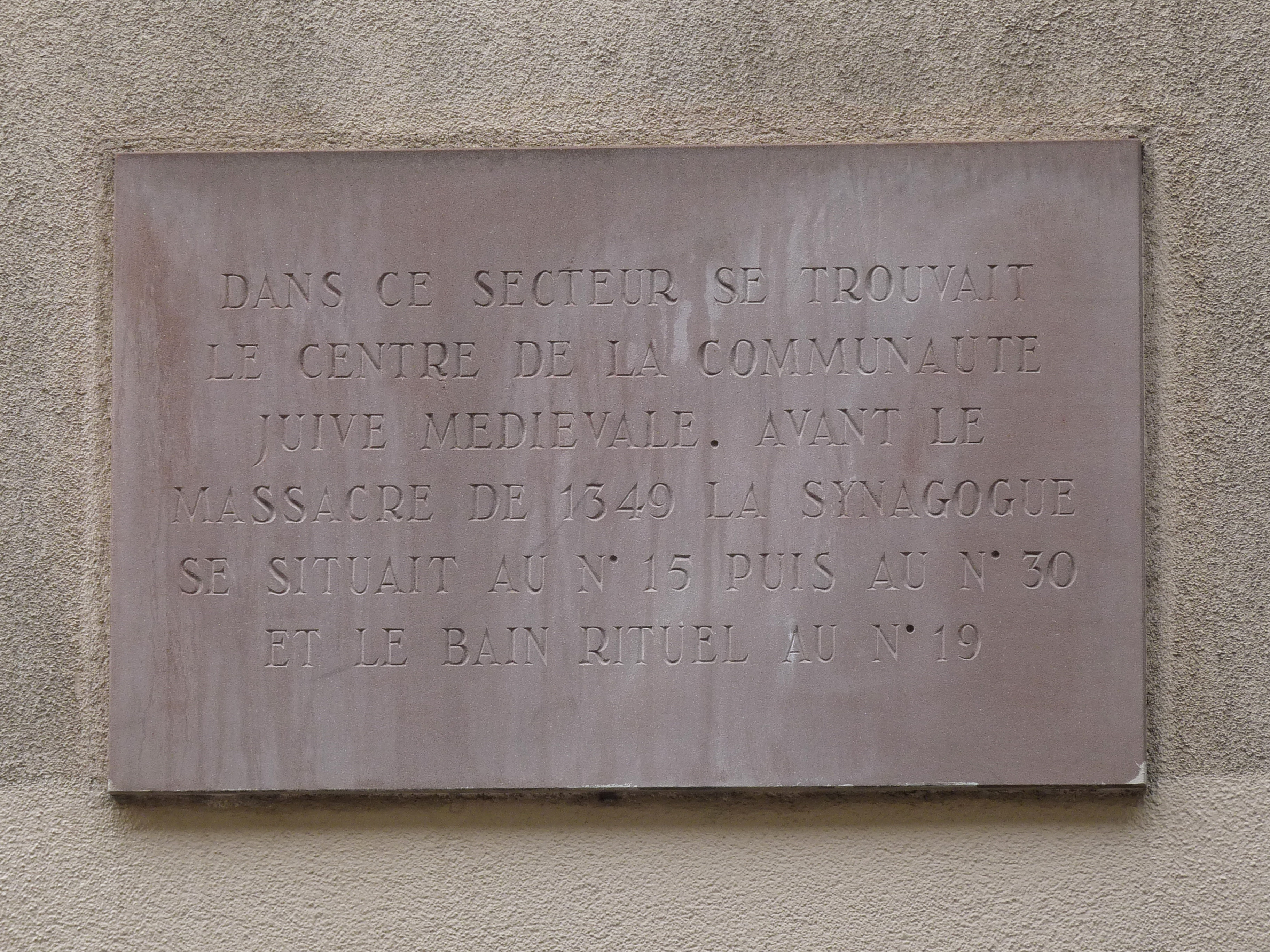
Plaque dans la rue des Juifs.

Sa découverte est intervenue en 1985 à l'occasion de la rénovation d'un pâté de maisons commencée en 1984, situé à l'angle de la rue des Juifs (numéro 15) et de la rue des Charpentiers (numéros 20 et 22) et ayant abrité jusqu'au début des années 1980 le siège social de l'imprimerie ISTRA.
L'appartenance de l'îlot immobilier à ce qui avait constitué le périmètre de la vie juive médiévale à Strasbourg était connue de longue date. Une tradition orale conservait la mémoire de l'existence d'un bain rituel juif à cet endroit, au point que le no 19 de la rue des Juifs fut, dès la fin du XVIe siècle, désigné par l'appellation Zum Judenbad, c'est-à-dire Au bain des Juifs. Toutefois toute trace du bain rituel autre que mémorielle avait été perdue jusqu'alors.
Consciente du risque que les travaux de démolition-rénovation envisagés n'entraînent à jamais la perte de tout vestige potentiel du présumé bain rituel, la Société d'Histoire des Israélites d'Alsace et de Lorraine (SHIAL) en appela au Ministre de la Culture de l'époque, Jack Lang, et une convention entre les acquéreurs et les pouvoirs publics français fut signée. Cette convention permit l'organisation d'une campagne de fouilles archéologiques d'une durée de six mois, préalablement à la poursuite des travaux. Ce sont ces fouilles archéologiques qui ont mis au jour les vestiges du mikvé médiéval de Strasbourg, désormais entièrement dégagé.
Il s'agit là d'un mikvé public, situé au sein d'une synagogue. Un autre mikvé, privé, se trouve dans une maison également rue des Juifs.
Le monument est visitable sous conditions, son ouverture – avec possibilité de visite guidée – étant organisée certains jours de l'année par la Direction de la Culture de la Ville de Strasbourg.

## Historique[4]
Les premiers juifs arrivèrent à Strasbourg vers 1150, en provenance d'Allemagne où ils étaient assez nombreux dans les villes proches du Palatinat : Mayence, Spire, Worms..
Le mikvé fut donc construit quelque temps après cette arrivée, sans doute vers 1200. La communauté juive de Strasbourg était alors assez florissante, composée essentiellement de commerçants citadins, prenant part aux circuits commerciaux européens.
La situation des juifs de Strasbourg se détériore au début du XIVe siècle (concurrence économique de la bourgeoisie naissante, arrivée d'autres juifs chassés du royaume de France). Elle empire à partir de 1347 quand survient la peste noire que les juifs sont accusés d'avoir propagée. En 1349, la synagogue de Strasbourg est pillée et une ou plusieurs centaines de Juifs de Strasbourg sont massacrés sur le lieu même du cimetière juif au nord-est de la ville, à l'emplacement de l'actuelle place de la République. Les survivants du massacre prennent la décision de se convertir ou de fuir. Certains juifs pourront se réinstaller à Strasbourg en 1362. Mais Strasbourg chassera définitivement ses juifs en 1391 et, pendant 400 ans, la ville appliquera strictement la mesure qui interdisait à un juif le droit de résidence à Strasbourg. Cette interdiction de résidence ne sera levée qu'à la Révolution française.
Après le départ définitif des juifs de Strasbourg, le Mikvé a été transformé en puits. Ce puits comblé a également été mis au jour lors des fouilles.

## Architecture
Le mikvé se présente sous l'aspect d'une salle carrée en grès gris, d'environ 3 mètres de côté, surmontée d'une voûte en berceau en briques rouges.
Aux quatre angles de la salle, en partie supérieure sous la voûte, saillissent quatre consoles de pierre (ou corbeaux) de facture romane. 
Le bassin au centre de la salle contenait l'eau de purification (un minimum de 500 litres) en provenance directe de la nappe phréatique, pour la totalité de son volume ou pour une large part (l'addition d'eau de pluie était rituellement possible, mais n'est pas attestée dans le cas du présent mikvé). La nappe phréatique n'est aujourd'hui plus visible car son niveau actuel, dans le quartier de la Cathédrale, se situe à une profondeur de 8 mètres environ sous le niveau de la rue.
Au centre de la voûte en berceau, on aperçoit un orifice zénithal circulaire d'un diamètre de 0,90 m. Celui-ci fut peut-être utilisé pour apporter de l'eau de pluie, en complément de l'eau de la nappe phréatique. L'eau utilisée dans un mikvé est pure, elle provient de l'eau de pluie, de la nappe phréatique, de la mer, de la rivière. En Alsace la nappe phréatique est facilement accessible, d'où le choix d'utiliser majoritairement cette eau pour le mikvé. 
Les restes d'un escalier en grès gris et rose sont nettement visibles. Cet escalier conduisait de l'entrée du bain, au niveau du sol de la cave, jusqu'à la nappe phréatique. Au niveau de la dernière marche de l'escalier s'ouvre le bain proprement dit. Une partie des marches de l'escalier fut vraisemblablement réemployée dans la construction ultérieure du puits qui se substitua au bain rituel, après le départ des juifs.
Deux niches sont visibles dans les murs. Elles permettaient de poser des chandelles.
Au fond du bassin, un aménagement en bois a été découvert, délimitant un espace de 1,70 m sur 1,50 m. Cet aménagement, dont l'emboîtage aux angles est caractéristique pour le XIe ou XIIe siècle, constituait probablement un coffrage de soutènement associé à la construction du bain rituel.
L'ouverture du puits comblé, retrouvé lors des fouilles, était décentrée par rapport à l'orifice zénithal de la voûte de la cave, ce qui soulève des questions non résolues. Les travaux de dégagement du bain rituel ont laissé subsister la base de ce puits, bassin carré constitué par quatre grandes dalles d'environ 1 m de large, 1,3 m de haut et 12 cm d'épaisseur.
Le local communiquant avec la salle carrée a pu servir de pièce de déshabillage.